# Elizovo
Elizovo (anche traslitterato come Yelizovo o Jelizovo) è una cittadina dell'estremo oriente russo, situata nel Territorio della Kamčatka; sorge a poca distanza (30 km) dal capoluogo regionale Petropavlovsk-Kamčatskij, della quale ospita l'aeroporto internazionale.

## Geografia fisica

### Clima
Nonostante il fatto che Elizovo si trovi a circa 30 km dal capoluogo della regione, qui il clima è leggermente diverso da quello di Petropavlovsk-Kamčatskij. In inverno vi sono sempre pochi gradi in meno rispetto al capoluogo regionale, tuttavia la velocità media annuale del vento è minore rispetto a quella dello stesso. Il manto nevoso della città di Elizovo scende due settimane prima rispetto al centro regionale. In estate ci sono temperature più elevate (superiori ai 30°).
Il numero dei giorni in cui è presente la nebbia è decisamente inferiore rispetto a quello di Petropavlovsk-Kamčatskij e le gelate autunnali sul terreno possono essere osservate già dalla metà di settembre. In generale il clima di Elizovo, essendo lontano dalla costa, è di tipo più continentale rispetto a quello del capoluogo regionale, che è solitamente più caldo d'estate e più freddo d'inverno. La città e i suoi dintorni sono una delle aree climatiche più favorevoli della Kamčatka. Qui infatti da tempo è molto sviluppata la coltivazione di ortaggi, frutti di bosco e negli ultimi anni anche di frutta (mele, ciliegie, prugne e altre).

## Storia
La città venne fondata nell'anno 1848 con il nome di Staryj Ostrog (russo, Ста́рый Остро́г).1 Dal 1897 al 1923 prese il nome di "Zavojko" in onore del famoso governatore della Kamčatka Vasilij Stepanovič Zavojko (in russo  Василий Степанович Завойко?), un ammiraglio russo. Nel 1923 assunse il nome attuale, in onore del comandante del distaccamento partigiano Georgij Matveevič Elizov, morto in Kamčatka nel 1922. Nel 1975 le fu ricostruito lo status di città.

## Economia
Le principali industrie della città sono quella della pesca e della lavorazione del pesce, l'agricoltura e il turismo.

## Infrastrutture e trasporti
Attraverso Elizovo passa l'autostrada Petropavlovsk-Kamčatskij-Ust'-Kamčatsk. All'ingresso di Elizovo, dalla parte di Petropavlovsk-Kamčatskij, si trova l'aeroporto internazionale di Elizovo. Il trasporto urbano è gestito da delle linee di autobus.

## Luoghi di interesse
- Museo di storia locale di Elizovo.
- Museo della riserva naturale del Kronockij[1].
- Monumento a Vladimir Lenin.
- Monumento a Georgij Elizov.